# Turkvicker
Turkvicker (Vicia bithynica) är en ärtväxtart som först beskrevs av Carl von Linné, och fick sitt nu gällande namn av Carl von Linné. Enligt Catalogue of Life ingår Turkvicker i släktet vickrar och familjen ärtväxter, men enligt Dyntaxa är tillhörigheten istället släktet vickrar och familjen ärtväxter. Arten förekommer tillfälligt i Sverige, men reproducerar sig inte. Inga underarter finns listade i Catalogue of Life.